# 双虹桥
40°47′10.15″N 114°52′20.01″E / 40.7861528°N 114.8722250°E

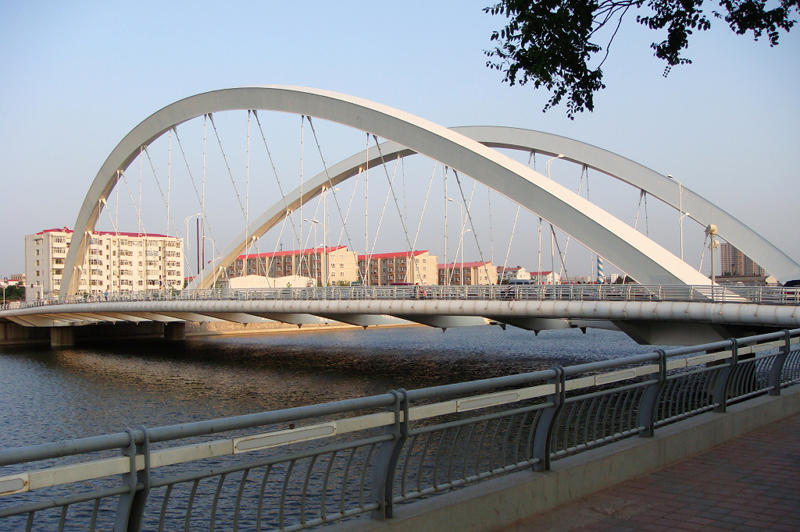
清水河上的双虹桥。

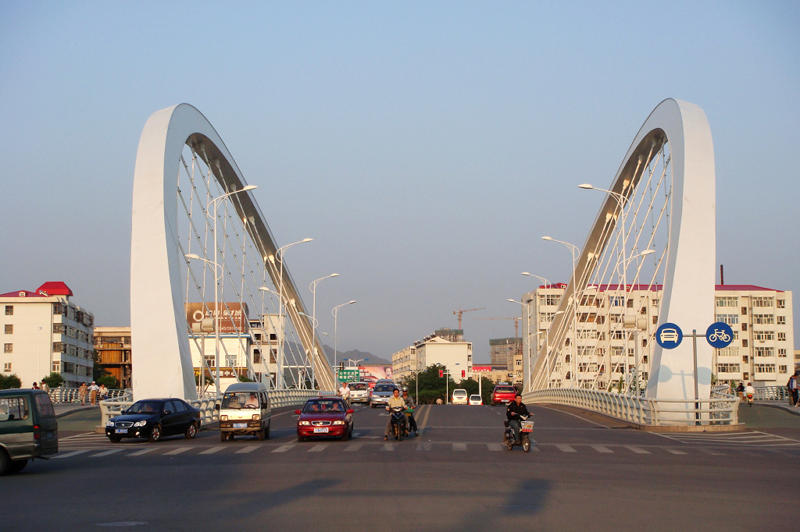
双虹桥桥面为双向四车道，两侧为非机动车道和人行道。

双虹桥是一座位于中华人民共和国河北省张家口市市内跨越清水河的桥梁。该桥呈东西走向，连接位于河流西侧的张柴路和位于河流东侧的钻石路。
双虹桥原名工业南桥。桥型为下承式系杆钢拱桥，主梁及拱肋、系杆均采用国际上较为常用的钢结构与钢混组合结构，把桥梁的功能性、观赏性和艺术性有机结合在了一起。大桥长148米，其中主桥长度为111米，桥宽为39.5-51米，桥梁面积6626平方米。
双虹桥于2008年1月2日开工建设，8月26日15时27分，作为双虹桥拱肋安装的最后一个关键程序——下游拱肋合龙成功完成，一共用时只有20多分钟。至此，该桥桥上钢结构部分基本完成。同年10月21日竣工通车。
2009年9月10日，张家口市地名委员会发布了《关于发布清水河洋河跨河大桥标准名称的公告》，对本市内清水河、洋河跨河大桥标准名称向社会公告。在公告中，工业南桥被更名为双虹桥。